# Friedrich Koch (Architekt)
Friedrich Koch (* 15. März 1828 in Berlin; † 11. September 1922 ebd.) war ein deutscher Architekt und Publizist.

## Leben
Friedrich (Fritz) Koch machte nach dem Besuch der Städtischen Gewerbeschule von 1843 bis 1846 eine Maurerlehre beim Ratsmaurermeister Karchow, in dessen Baubüro er von 1848 bis 1851 als Maurer arbeitete. Zwischenzeitlich hatte er 1847/48 Militärdienst geleistet. Neben seiner Tätigkeit als Maurer absolvierte er ein Studium an der Akademie der Künste. Von 1851 bis 1853 bereiste er Italien, Sizilien und Frankreich und fertigte dabei zahlreiche Zeichnungen an. 1853/54 arbeitete er im Atelier von Adolf Lohse und am Bau des Schlosses Albrechtsberg in Dresden und machte die Maurermeisterprüfung. Es folgte von 1854 bis 1856 ein Studium an der Berliner Bauakademie mit abschließender Privat-Baumeisterprüfung. 1856 wurde er Mitglied im Architektenverein zu Berlin. In der Folgezeit war er als Privatbaumeister in Berlin tätig. 1862 reiste er nach London und 1872 nach Dänemark. Am 8. Juni 1879 gehörte er zu den Begründern der Vereinigung Berliner Architekten, deren Ehrenmitglied er 1908 wurde. Im Jahr 1907 wurde er zum Baurat ernannt.

## Bauten in Berlin
- 1868: Umbau des Wohnhauses Bellevuestraße 18
- 1870/71: Pfarrhaus der Dorotheenstädtischen Gemeinde, Mittelstraße 28
- 1871–1873: Hauptgebäude der Gertraudenstiftung, Wartenburgstraße (Baudenkmal)
- 1871–1879: Aktienbrauerei Stromstraße 11–16 in Moabit (Baudenkmal)
- 1873/74: Wohnhaus Kochstraße 53
- 1880: Grabmal für Wilhelm Nicolaus Lübeck (1809–1879, Fecht und Turnlehrer) auf dem Luisenstädtischen Friedhof (Feld AL 2)
- 1883/84: Nebengebäude und Seitenflügel der Gertraudenstiftung, Großbeerenstraße
- 1890/91: Haus der Friedhofsverwaltung auf dem Dorotheenstädtischen Friedhof (Baudenkmal)